# Олимпийские киберспортивные игры
Олимпийские киберспортивные игры — международные киберспортивные соревнования, организованные Международным олимпийским комитетом. Первые Олимпийские киберспортивные игры планируется провести в 2025 году в Саудовской Аравии.

## Предыстория
Первым «экспериментом» МОК с киберспортом стала Олимпийская киберспортивная неделя в Сингапуре в 2023 году. Несмотря на критику из-за отсутствия популярных киберспортивных дисциплин, соревнования привлекли более 500 тыс. человек, а за трансляциями киберспортивных состязаний следили более 6 млн зрителей.
На своей 142‑й сессии Международный олимпийский комитет утвердил решение о создании Олимпийских киберспортивных игр. Также МОК заключил партнёрство с олимпийским комитетом Саудовской Аравии на 12 лет для организации соревнований. На сессии было объявлено, что игры будут проходить раз в два года, а команды будут национальными. Платформами для игр станут ПК, консоли и мобильные устройства.

### Список дисциплин
По мнению журналиста Рода «Slasher» Бреслау, на Олимпийских киберспортивных играх будут представлены не все популярные дисциплины: к примеру, из программы будут исключены все шутеры (Fortnite, Valorant, Counter-Strike и др.). Соревнования планируют проводить по League of Legends, Rocket League и Street Fighter, но полный список игр объявят позже.